# Liszki (Mazovie)
Pour les articles homonymes, voir Liszki.
Liszki [ˈliʂki] est un village polonais de la gmina de Repki dans le powiat de Sokołów et dans la voïvodie de Mazovie, au centre-est de la Pologne.
Il est situé à environ 8 kilomètres à l'est de Repki, 18 kilomètres à l'est de Sokołów Podlaski et à 104 kilomètres à l'est de Varsovie.